# Zjedzeni żywcem (film 1977)
Zjedzeni żywcem (tytuł oryg. Eaten Alive) – film fabularny produkcji amerykańskiej z 1977 roku, horror w reżyserii Tobe’a Hoopera, dziś uznawany za jeden z klasyków podgatunku gore.

## Fabuła
Stary Judd jest właścicielem hotelu, obok którego trzyma krokodyla, który - jak sam mówi - służy do zjadania resztek. Pewnego dnia na noc w hotelu zatrzymuje się czteroosobowa rodzina. Niestety Judd ma skłonności do morderstw i karmienia krokodyla resztkami ofiar.

## Obsada
- Neville Brand – Judd
- Mel Ferrer – Harvey Wood
- Carolyn Jones – pani Hattie
- Marilyn Burns – Faye
- William Finley – Roy
- Stuart Whitman – szeryf Martin
- Roberta Collins – Clara
- Kyle Richards – Angie
- Robert Englund – Buck
- Crystin Sinclaire – Libby Wood
- Janus Blythe (w czołówce jako Janus Blyth) – Lynette
- Betty Cole – Ruby
- David Carson – Marlo

## Odbiór
Projekt zebrał mieszane recenzje. Ken Hanke, dziennikarz współpracujący z czasopismem Mountain Xpress, chwalił „satyryczne skłonności” scenariusza filmu. Felix Vasquez Jr. (Cinema-Crazed.com) szczególnie pozytywnie ocenił „anarchię” Zjedzonych żywcem, a także reżyserię Hoopera. Dustin Putnam (TheFilmFile.com) uznał film za wtórny. Albert Nowicki (filmweb.pl) pisał: „Mimo mankamentów, zauważalna jest w Zjedzonych żywcem radość tworzenia, którą – co przykre – Tobe Hooper przejawiał w ciągu dalszych lat swojej kariery już tylko rzadziej. Ten kultowy film powstał w końcu w czasach, gdy horror odradzał się jak Feniks z popiołów i zajmował ważną pozycję na światowych rynkach, przyjmowany z aprobatą co najmniej przez publikę kinową. Dużo w tym przeciętnym horrorze optymizmu i ekscytacji, z jakimi w przyszłość spoglądał wówczas bardzo obiecujący reżyser. Całość nie zasługuje może na szczególny aplauz, ale daje radość z oglądania obrazu nakręconego jeszcze wtedy, kiedy horror potrafił zaskakiwać (lub był temu bliski).”